# تشارلز كيتينغ
تشارلز كيتينغ (بالإنجليزية: Charles Keating)‏ هو ناشر وشخصية أعمال ومحامي أمريكي، ولد في 4 ديسمبر 1923 في سينسيناتي في الولايات المتحدة، وتوفي في 31 مارس 2014 في فينيكس في الولايات المتحدة بسبب مرض.

## وصلات خارجية
- تشارلز كيتينغ على موقع الموسوعة البريطانية (الإنجليزية)
- تشارلز كيتينغ على موقع إن إن دي بي (الإنجليزية)